# كأس فيد 1999
كأس فيد 1999 هو الموسم 37 من  كأس فيد. أقيم خلال الفترة 22 فبراير 1999 وحتى 19 سبتمبر 1999، وفاز فيه منتخب الولايات المتحدة لكأس فيد.